# 古絲溫
古絲溫（Gúthwinë）是托爾金（J. R. R. Tolkien）奇幻小說的虛構武器。在古英語裡，「古絲溫」的意思是「戰友」。
古絲溫是伊歐墨（Éomer）的寶劍。伊歐墨以古絲溫參與聖盔谷之戰（Battle of the Hornburg），推測也以此劍參與帕蘭諾平原戰役（Battle of the Pelennor Fields）及黑門之戰（Battle of the Morannon）。